# Hygrohypnum smithii
Hygrohypnum smithii là một loài Rêu trong họ Amblystegiaceae. Loài này được (Sw.) Broth. mô tả khoa học đầu tiên năm 1908.